# Služebnice Srdce Ježíšova (Štrasburk)
Služebnice Srdce Ježíšova (francouzsky: Servantes du Cœur de Jésu) je ženská řeholní kongregace, jejíž zkratkou je S.C.J.

## Historie
Kongregace byla založena roku 1865 ve Štrasburku Marií Olivou Ulrich. Kanonické zřízení institutu jako kongregace proběhlo 21. října 1867.
Roku 1870 museli řeholnice opustit Alsasko a uchýlit se do diecéze Soissons. Roku 1873 se usadili v Saint-Quentin, kde byl jejich kaplanem Léon Dehon, který poté založil kongregaci Misionářů Nejsvětějšího Srdce Ježíšova, se kterými sestry mají společnou spiritualitu.
Dne 26. června 1903 obdrželi od Svatého stolce decretum laudis a úplně schválení získali 12. ledna 1931.

## Aktivita a šíření
Věnují se výchově a vzdělávání sirotků, ochraně mládeže a práci na duchovních cvičeních.
Kromě Francie se nachází v Kamerunu, Madagaskaru a ve Španělsku; generální kurie se nachází v Scy-Chazelles.
Ke konci roku 2015 měla kongregace 40 sester v 9 domech.